# Saint-Laurent-les-Bains
Pour les articles homonymes, voir Saint-Laurent.
Saint-Laurent-les-Bains est une ancienne commune française, située dans le département de l'Ardèche en région Auvergne-Rhône-Alpes.
Le 1er janvier 2019, elle devient une commune déléguée au sein de la commune nouvelle de Saint-Laurent-les-Bains-Laval-d'Aurelle.

## Géographie

### Localisation
La commune est située dans le sud-ouest du département de l'Ardèche. Elle est limitrophe de la Lozère.
Son territoire est traversé par la rivière Borne.

### Communes limitrophes

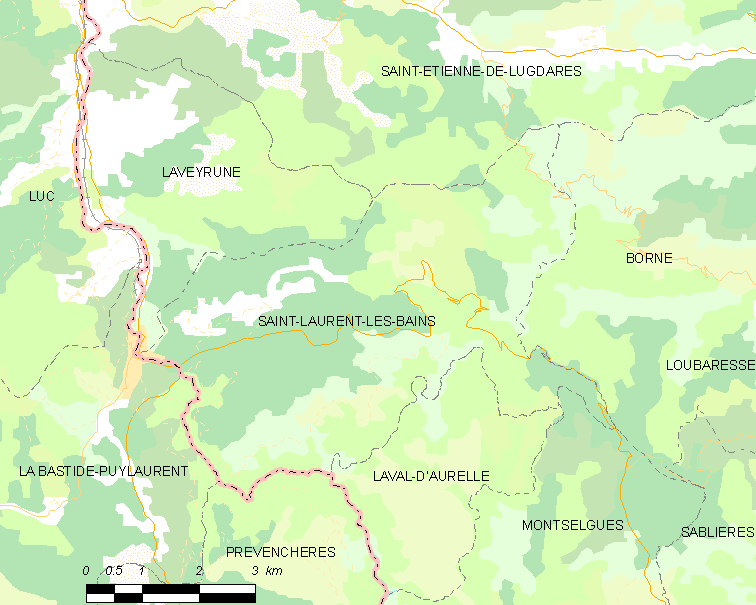
Carte montrant les limites de
Saint-Laurent-les-Bains et des communes limitrophes.

Saint-Laurent-les-Bains est entourée de sept communes, dont cinq sont situées dans le département de l'Ardèche et deux dans le département de la Lozère.
| Laveyrune                      | Saint-Étienne-de-Lugdarès                                 |             |
| La Bastide-Puylaurent (Lozère) | Saint-Laurent-les-Bains                                   | Borne       |
| Prévenchères (Lozère)          | Laval-d'Aurelle (Saint-Laurent-les-Bains-Laval-d'Aurelle) | Montselgues |

### Transports
Située au point culminant de la ligne des Cévennes (Clermont - Nîmes), la gare de La Bastide - Saint-Laurent-les-Bains est en même temps l'extrémité est du barreau lozérien reliant, via Mende, cette ligne à la ligne des Causses (Clermont - Béziers).
Les rames montantes et descendantes du Cévenol Clermont-Ferrand - Nîmes s'y croisent. Plusieurs circulations TER relient Mende à Nîmes et Montpellier, directement ou avec changement à La Bastide - Saint-Laurent-les-Bains.

## Histoire
En 1851, Saint-Laurent est l'une des deux seules communes des Cévennes vivaraises dont la densité de population est inférieure à 30 habitants/km2. Au XVIIe siècle, les Hautes Cévennes sont pourtant nettement plus peuplées que les plaines des Basses Cévennes, peut-être grâce à la présence du châtaignier dans les hauteurs où il se plaît mieux. Dans les plaines plus basses, c'est le développement du mûrier dès le début du XVIIIe siècle qui a accompagné la croissance démographique commencée au XVIIe siècle.
La commune fusionne le 1er janvier 2019 avec Laval-d'Aurelle pour former la commune nouvelle de Saint-Laurent-les-Bains-Laval-d'Aurelle dont la création est actée par arrêté du préfet de l'Ardèche en date du 29 octobre 2018.

## Politique et administration
| Période                                  | Période       | Identité        | Étiquette | Qualité |
| ---------------------------------------- | ------------- | --------------- | --------- | ------- |
| Les données manquantes sont à compléter. |               |                 |           |         |
| mars 2001                                | mars 2008     | Fernand Sadoule |           |         |
| mars 2008                                | décembre 2018 | Émile Louche    |           | Cadre   |

| Période                                  | Période  | Identité     | Étiquette | Qualité |
| ---------------------------------------- | -------- | ------------ | --------- | ------- |
| Les données manquantes sont à compléter. |          |              |           |         |
| janvier 2019                             | En cours | Émile Louche |           | Cadre   |

## Démographie
L'évolution du nombre d'habitants est connue à travers les recensements de la population effectués dans la commune depuis 1793. Pour les communes de moins de 10 000 habitants, une enquête de recensement portant sur toute la population est réalisée tous les cinq ans, les populations de référence des années intermédiaires étant quant à elles estimées par interpolation ou extrapolation. Pour la commune, le premier recensement exhaustif entrant dans le cadre du nouveau dispositif a été réalisé en 2007.

En 2016, la commune comptait 138 habitants, en évolution de −7,38 % par rapport à 2010 (Ardèche : +2,48 %, France hors Mayotte : +2,11 %).
| 1793 | 1800 | 1806 | 1821 | 1831 | 1836 | 1841  | 1846 | 1851 |
| ---- | ---- | ---- | ---- | ---- | ---- | ----- | ---- | ---- |
| 607  | 588  | 515  | 685  | 806  | 709  | 1 036 | 774  | 789  |

| 1856 | 1861 | 1866 | 1872 | 1876 | 1881 | 1886 | 1891 | 1896 |
| ---- | ---- | ---- | ---- | ---- | ---- | ---- | ---- | ---- |
| 779  | 727  | 778  | 790  | 807  | 789  | 747  | 710  | 697  |

| 1901 | 1906 | 1911 | 1921 | 1926 | 1931 | 1936 | 1946 | 1954 |
| ---- | ---- | ---- | ---- | ---- | ---- | ---- | ---- | ---- |
| 642  | 604  | 571  | 481  | 462  | 422  | 403  | 355  | 279  |

| 1962 | 1968 | 1975 | 1982 | 1990 | 1999 | 2006 | 2007 | 2012 |
| ---- | ---- | ---- | ---- | ---- | ---- | ---- | ---- | ---- |
| 279  | 226  | 199  | 165  | 136  | 182  | 160  | 157  | 135  |

| 2016 | - | - | - | - | - | - | - | - |
| ---- | - | - | - | - | - | - | - | - |
| 138  | - | - | - | - | - | - | - | - |

## Économie
La principale ressource économique est l'établissement thermal lié à la présence d'une source chaude.

## Culture locale et patrimoine

### Lieux et monuments
- L'abbaye Notre-Dame-des-Neiges a été fondée en 1852. Jusqu'en 2022, elle abrite une petite dizaine de moines trappistes, qui vendent leur production de produits monastiques, du vin du monastère et de divers produits régionaux[9]. Après le départ des derniers moines, elle accueille depuis le 1ᵉʳ décembre 2022 des sœurs cisterciennes de l’abbaye de Boulaur (Gers)[10].
- Église Saint-Laurent de Saint-Laurent-les-Bains.
- En juillet 2021 est inaugurée une statue du duo d'artistes HeHe intitulée Grotte de cristal[11].

### Personnalités liées à la commune
- Le Père Charles de Foucauld fut moine à abbaye Notre-Dame-des-Neiges.

### Héraldique
| Blason de Saint-Laurent-les-Bains | Blason  | D'azur au chevron d'or accompagné en chef de deux étoiles du même et en pointe d'un croissant d'argent. |
| Blason de Saint-Laurent-les-Bains | Détails | Le statut officiel du blason reste à déterminer.                                                        |